# Château de Maulnes
Das Château de Maulnes ist ein im 16. Jahrhundert erbautes Jagdschloss bei Cruzy-le-Châtel im französischen Departement de l’Yonne (Burgund). Es ist eines der wenigen noch erhaltenen Schlösser aus der Zeit Caterina de’ Medicis und ist innerhalb der Renaissance dem Manierismus zuzuordnen. Besonderheiten des Schlosses sind der Grundriss in Form eines Pentagons mit einer zentralen Wendeltreppe, die Platzierung der Fundamente über drei Quellen und ein von den Quellen gespeistes Nymphäum. Das Schloss wurde nie architektonisch verändert, es wurde aber schon bald nach seiner Erbauung vernachlässigt, und ab Mitte des 19. Jahrhunderts dem Verfall preisgegeben. Seit 1997 wird das Schloss durch das Departement de l’Yonne restauriert.

## Geschichte
Das Château de Maulnes ist eines von 30 in Jacques I. Androuet du Cerceaus Les Plus Excellents Bastiments de France beschriebenen Schlössern.
Es entstand in den Wirren der Hugenottenkriege zu Lebzeiten von Caterina de’ Medici. Der Architekt ist nicht mit Sicherheit bekannt. Bauherren sind Antoine de Crussol (1528–1573) und seine Frau Louise de Clermont-Tallard (1504–1596), die zum Zeitpunkt der Eheschließung 52 Jahre alt war, 24 Jahre älter als ihr Mann. 1566 wurde Antoine zum Herzog von Uzès ernannt. Am 7. Mai 1566 schloss er in Tonnerre einen Vertrag mit zwei örtlichen Handwerkern über den Bau eines Schlosses ab, und im selben Jahr begannen die Bauarbeiten. Errichtet wurde das Schloss in einem ausgedehnten Waldgebiet in unmittelbarer Nähe eines mittelalterlichen, befestigten Hauses der Familie Clermont-Tonnerre, von dem allerdings keine Spuren mehr erhalten sind. Es kann angenommen werden, dass die Erdarbeiten schon früher begonnen haben, da davon in den Verträgen keine Rede ist. Von 1570 bis 1572 wurden die Nebengebäude errichtet.
1572 wurde Antoine de Crussol zum Pair de France ernannt, im August 1573 starb er an den Folgen einer Krankheit, die er sich bei der Belagerung von La Rochelle zugezogen hatte. Zu diesem Zeitpunkt war der Bau des Schlosses selbst weitgehend abgeschlossen.
Louise starb 1596 ohne direkten Erben, und ohne ihren Nachlass geregelt zu haben. 1609 fiel der Besitz an ihren Großneffen Charles-Henri de Clermont-Tonnerre, der gleichzeitig den Herzogstitel erhielt, und der den Innenausbau des Schlosses vorantrieb. Das Anwesen blieb bis 1685 im Besitz der Familie, als es an den Marquis de Louvois verkauft wurde. Nach dem Tod des Marquis kam es zu weiteren Besitzerwechseln. Mitte des 17. Jahrhunderts gelangte das Schloss in die Hand von Roger, Marquis von Cruzy, der einige bauliche Veränderungen vornahm und Reparaturen veranlasste.
1775 richtete sich in den Nebengebäuden eine Glasmanufaktur ein, in der Flaschen und zeitweise Fensterglas produziert wurden. 1834 kaufte der Inhaber der Manufaktur, François Vallory, das Schloss seinem damaligen, bankrotten Besitzer ab und musste seinerseits 1844 Bankrott anmelden. Danach wurde das Schloss mehrmals weiterverkauft und verfiel dabei immer mehr, da sich keiner der neuen Besitzer wirklich um den Bau kümmerte. Von 1918 bis zu seinem Tod 1952 gehörte das Schloss dem Industriellen Ferdinand Serres, bis 1960 dann seinem Sohn.

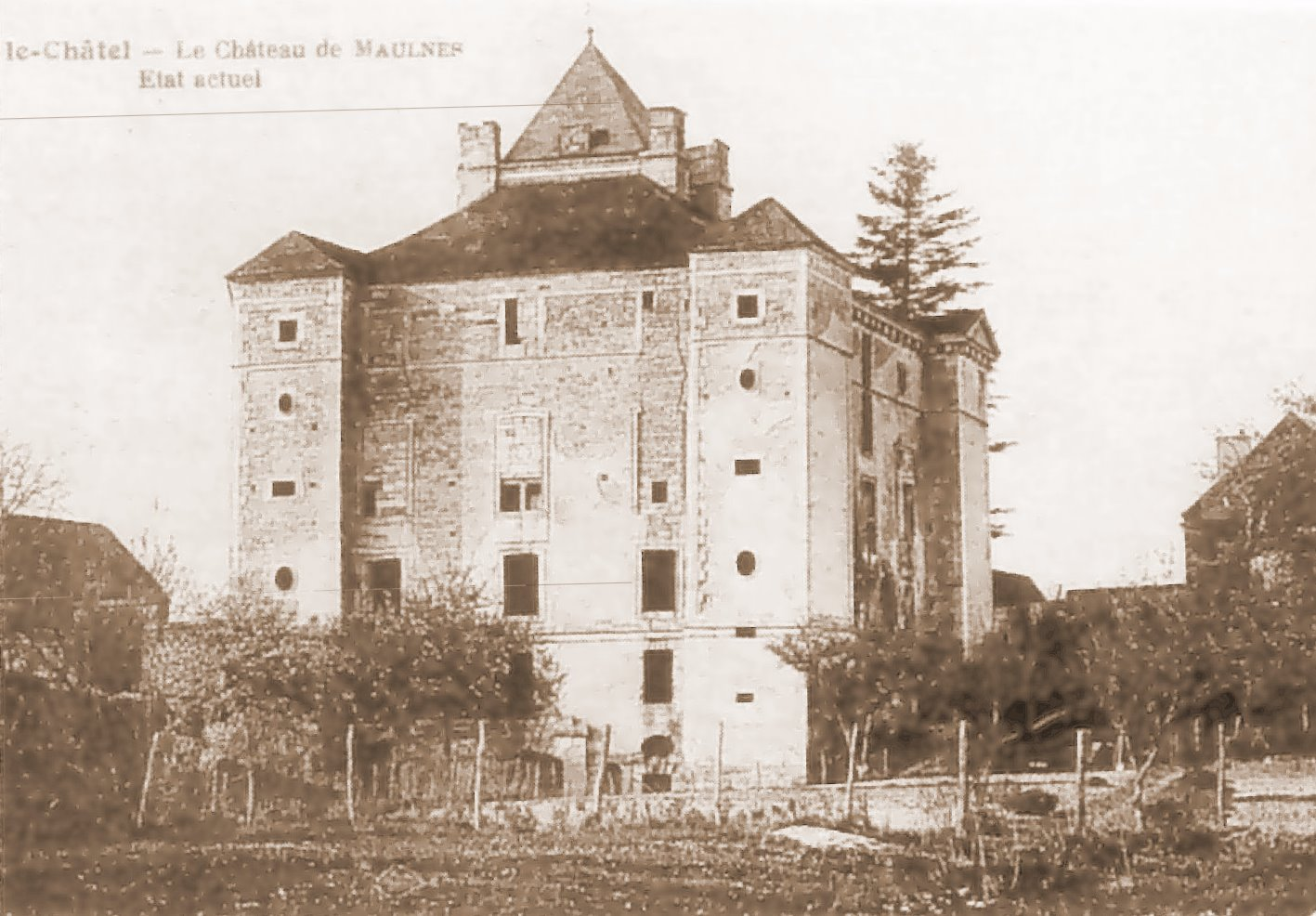
Das Schloss zu Beginn des 20. Jahrhunderts

Das Schloss wurde am 11. Juli 1942 in die Liste der Monuments Historiques aufgenommen. 1960 wurde es in dem Kaufvertrag mit der Société des Amis de Maulnes, die von Philippe Vallery-Radot gegründet worden war, als „un château et des dépendances, le tout en ruine“ beschrieben.
1997 wurde es vom Conseil Général de l'Yonne erworben und damit vor dem Zerfall bewahrt. Seit 2005 ist es für die Öffentlichkeit zugänglich.

### Restaurierungen
Als das Schloss in die Liste der Monuments Historiques aufgenommen wurde, befand es sich bereits in einem beschädigten Zustand.
Ab 1964 begann man mit Sicherungsmaßnahmen, vor allem an der Südfassade. 1969 wurden die Arbeiten wegen Meinungsverschiedenheiten mit dem Eigentümer eingestellt, und der Verfall des Schlosses setzte sich fort. Die Einwirkungen der orkanartigen Stürme in den Jahren 1979 bis 1982 verschlimmerten den Zustand. Erst 1987 wurden die Sanierungsarbeiten wieder aufgenommen.
1997 bildete sich eine Kommission von Fachleuten, in der Vertreter aus Geschichte- und Kunstwissenschaft sowie Archäologen des Centre d’études médiévales in Auxerre beteiligt sind, die das Sanierungsprojekt wissenschaftlich begleiten und dokumentieren.
Grundlage für alle folgenden weiterreichenden Untersuchungen und Restaurierungsmaßnahmen bildet die Bestandsaufnahme, die Jan Pieper mit Studenten der Technischen Hochschule Aachen seit 1991 in Maulnes durchführte, und deren Ergebnisse u. a. 1999 in einer Ausstellung des Suermondt-Ludwig-Museums in Aachen vorgestellt wurden.
Archäologen unternahmen Grabungen sowohl im Schloss selbst, wie auch im Bereich der Nebengebäude und der nicht vollständig ausgeführten Gartenanlagen.
Seit 2005 ist das Schloss für die Öffentlichkeit zugänglich. Ein Teil der halbkreisförmig angeordneten Nebengebäude, die zu Beginn der Sanierungen fast vollständig zerfallen waren, wurden nach den Plänen Du Cerceaus rekonstruiert. Parallel dazu wurden die Restaurierungsarbeiten in den Innenräumen des Corps de Logis fortgesetzt, der Dachstuhl wiederhergestellt, und das Dach neu gedeckt. Stand 2023 sind die Arbeiten am Schloss noch nicht abgeschlossen. Es besteht der Plan, auch den Garten wiederherzustellen.

## Beschreibung

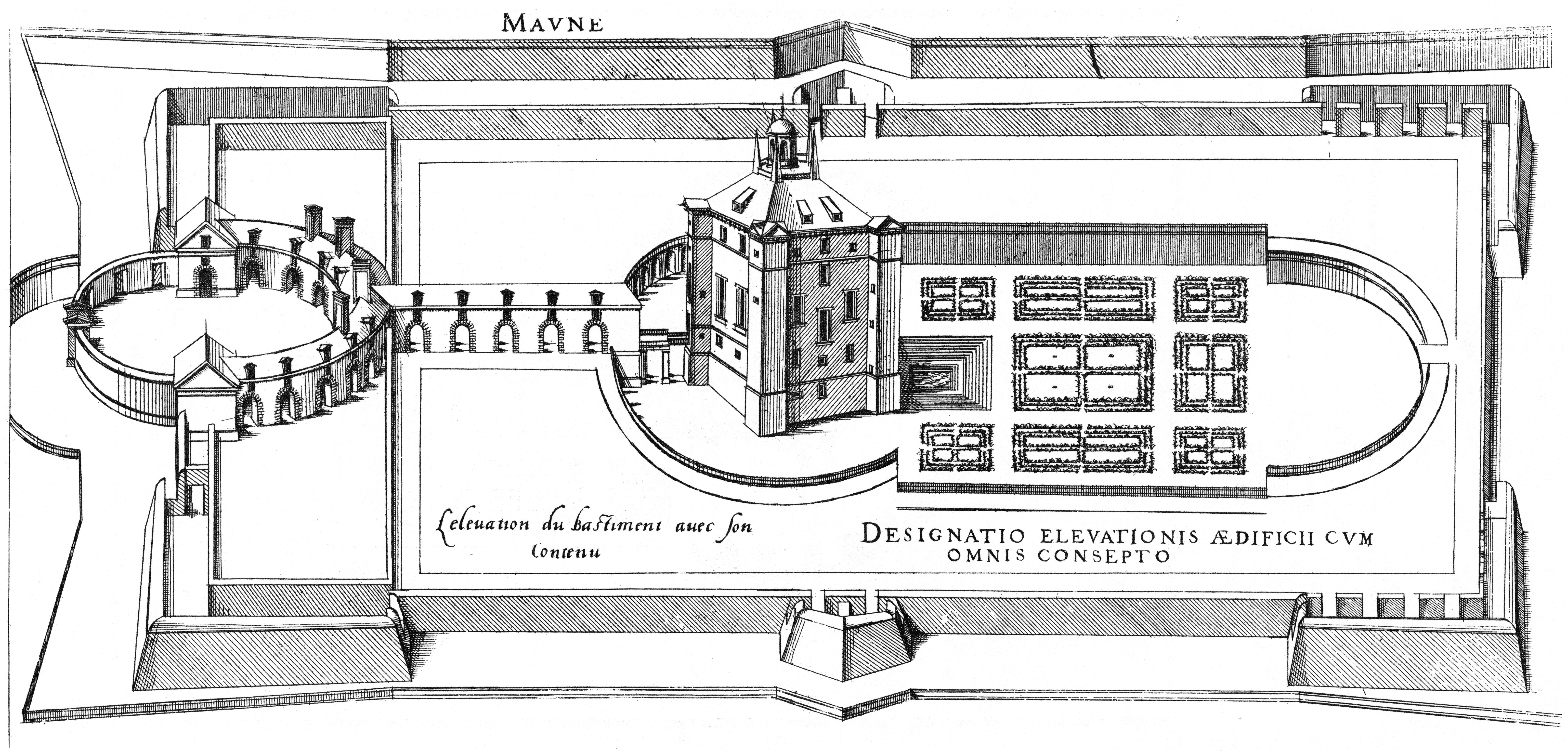
Du Cerceau, elevation du bastiment avec son contenu, 1576

### Gesamtanlage
Für den Bau des Schlosses wurde eine bestehende Rodung auf dem bewaldeten Plateau über Cruzy-le-Chatel erweitert. Heute ist das Schloss von Feldern umgeben, so dass es nicht mehr sofort als Jagdschloss erkennbar ist. In der Carte de Cassini, die etwa zweihundert Jahre später entstanden ist, sieht man das Schloss umgeben von Wald. Forststraßen, die Teil des Gesamtplans waren und einen Jagdstern bilden, führen auf das Schloss zu.

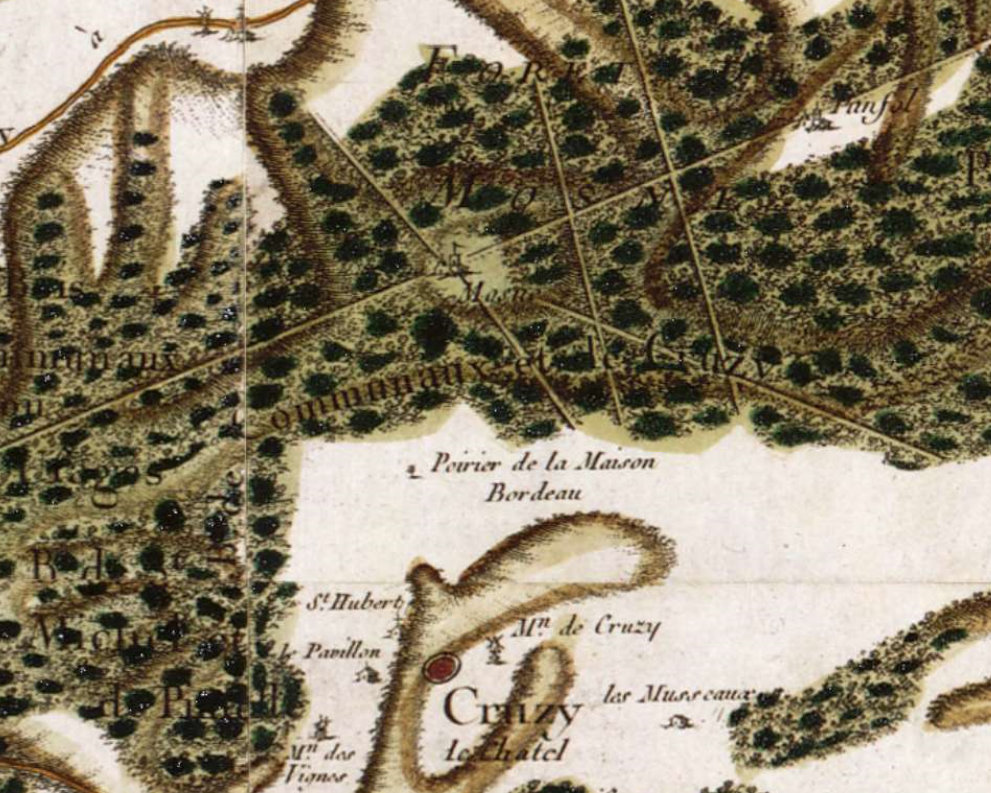
Carte de Cassini bei Cruzy-le-Châtel um 1800

Der Bau wurde auf einem nach Süden leicht abschüssigen Gelände ausgeführt. Es wurde eine mit einer Mauer begrenzte rechteckige Plattform erstellt, die in den Ecken mit Bastionen versehen war, und dem Ganzen das Aussehen einer Festung gab. Diese Scheinfestung konnte keiner Belagerung standhalten, bot aber doch einen gewissen Schutz, und markierte klar den Bereich der Schlossanlage. Die Umgrenzungsmauer mit ihren Bastionen ist heute noch in Ansätzen im Gelände zu erkennen.

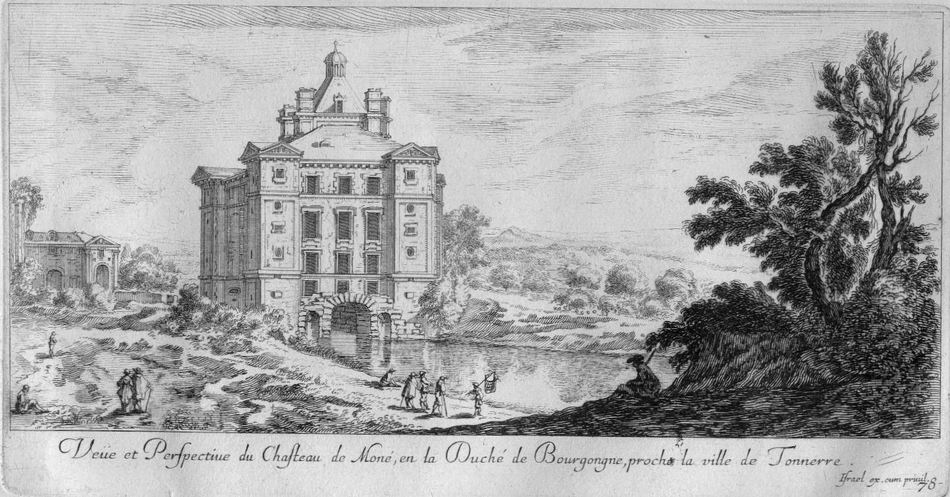
Château de Maulnes; Stich von Israël Silvestre, um 1650

Im Norden der von der Scheinfestung gebildeten Plattform befand sich gemäß dem Plan von Du Cerceau eine halbrunde Vorhofmauer, die aber noch nicht archäologisch nachgewiesen ist. Die Vorhofmauer und die sich anschließenden halbrunden Communs bildeten zusammen eine kreisförmige Cour d’Honneur. Der westliche Flügel der Communs ist in großen Teilen erhalten, der östliche konnte archäologisch nachgewiesen werden. Zwischen einem in die Communs integrierten Torhaus mit Vestibül und dem Corps de Logis befand sich eine Galerie, über die man den Rand eines Kryptoportikus erreichte, welcher das Corps de Logis im Norden halbkreisförmig umfasste. Die Fundamente von Galerie und Kryptoportikus wurden bei archäologischen Untersuchungen stellenweise aufgedeckt.
Das Corps de Logis konnte von der Galerie über eine Zugbrücke erreicht werden. Für den von der Cour d’Honneur kommenden Besucher der Schlossanlage war das Corps de Logis erst durch die Communs, dann durch die Galerie verdeckt. Vollumfänglich sichtbar wurde das Corps de Logis erst am Ausgang der Galerie.
Auf der Südseite des Corps de Logis befindet sich das Nymphäum, das als Grotte gestaltet ist und dessen Wasserbecken im Außenbereich in einem zweiten Becken gespiegelt ist.
Im Süden vom Corps de Logis befand sich der in die Plattform der Scheinfestung eingebettete Garten, der von einer Exedra abgeschlossen wurde, die das Gegenstück zum Kryptoportikus bildete. Gemäß Du Cerceau sollte der Garten über die Exedra verlassen werden können, es ist aber nicht klar, ob und wie dieser Ausgang realisiert wurde. Die Einfassung des Gartens und die Exedra sind im Gelände noch erkennbar.
Eine Kapelle fehlt im Château de Maulnes. Jan Pieper schlägt vor, dass es im Wohngeschoss in der nördlichen Spitze des Fünfecks ein Privatoratorium gab. Zu einem späteren Zeitpunkt wurde ein Raum des Schlosses zu einer Kapelle umfunktioniert.

### Corps de Logis
Die horizontale Achse des symmetrisch angelegten Baus verläuft durch den Turm an der Nordseite und die Mitte der Südfassade, die Längsachse wird durch den Brunnenschacht gebildet, um den das Treppenhaus mit der Wendeltreppe angelegt ist.

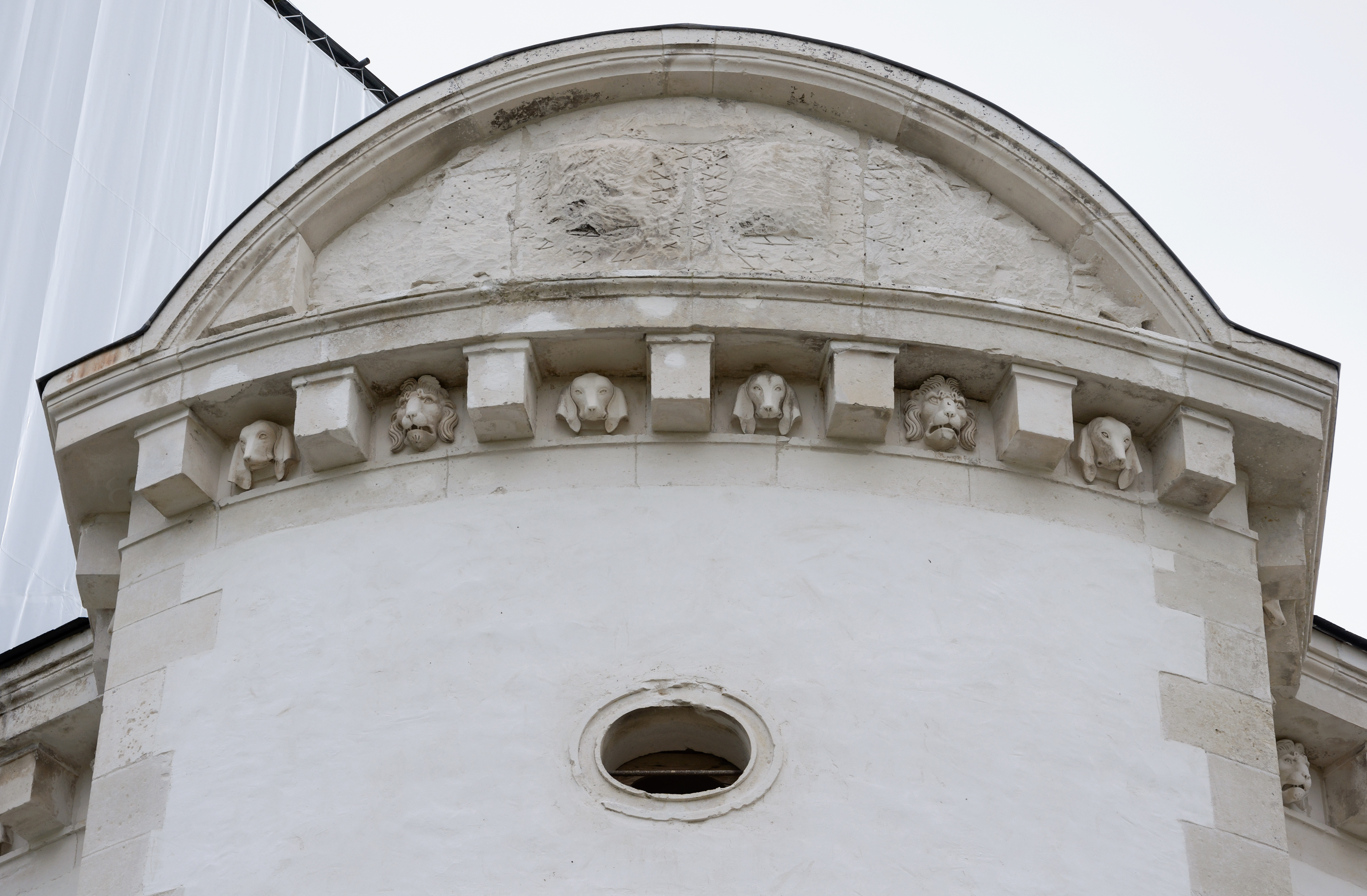
Dreiecksgiebel des Portalturms mit Hunde- und Löwenköpfen

 Die fünf Seiten mit jeweils drei Fensterachsen haben eine Länge von je etwa 17 Meter. Vier der Ecken sind durch Ecktürme markiert, die ursprünglich mit Dreiecksgiebeln abgeschlossen waren. Drei der Ecktürme haben eigene Treppenhäuser. Der Portalturm an der Nordseite hat als einziger einen Abschluss mit einem Segmentgiebel.
Das Schloss hat sechs Geschosse - über zwei Kellergeschossen, von denen das untere eingewölbt ist, erheben sich drei weitere Geschosse und ein Dachgeschoss, jeweils mit unterschiedlichen Grundrissen. Da das Schloss an einem hängigen Gelände erbaut wurde, befindet sich der Eingang an der Nordseite im dritten Geschoss. Das Vierte Geschoss ist das Piano Nobile. Das Schloss hat 21 Kamine und 5 Schornsteine.
Das Mauerwerk besteht aus fein bearbeiteten Hausteinen aus Muschelkalk aus nahegelegenen Steinbrüchen. Die architektonische Gesamtwirkung des Schlosses als geometrischer Körper wird durch den fast völligen Mangel an den üblichen Gliederungselementen und skulpturalen Schmuckelementen unterstrichen. Einziger skulpturaler Schmuck sind die Hunde- und Löwenköpfe im Dachgebälk des Portalturms, die auf die Funktion des Baus als Jagdschloss hinweisen.

#### Ebene 1 und  2: Gebäudesockel

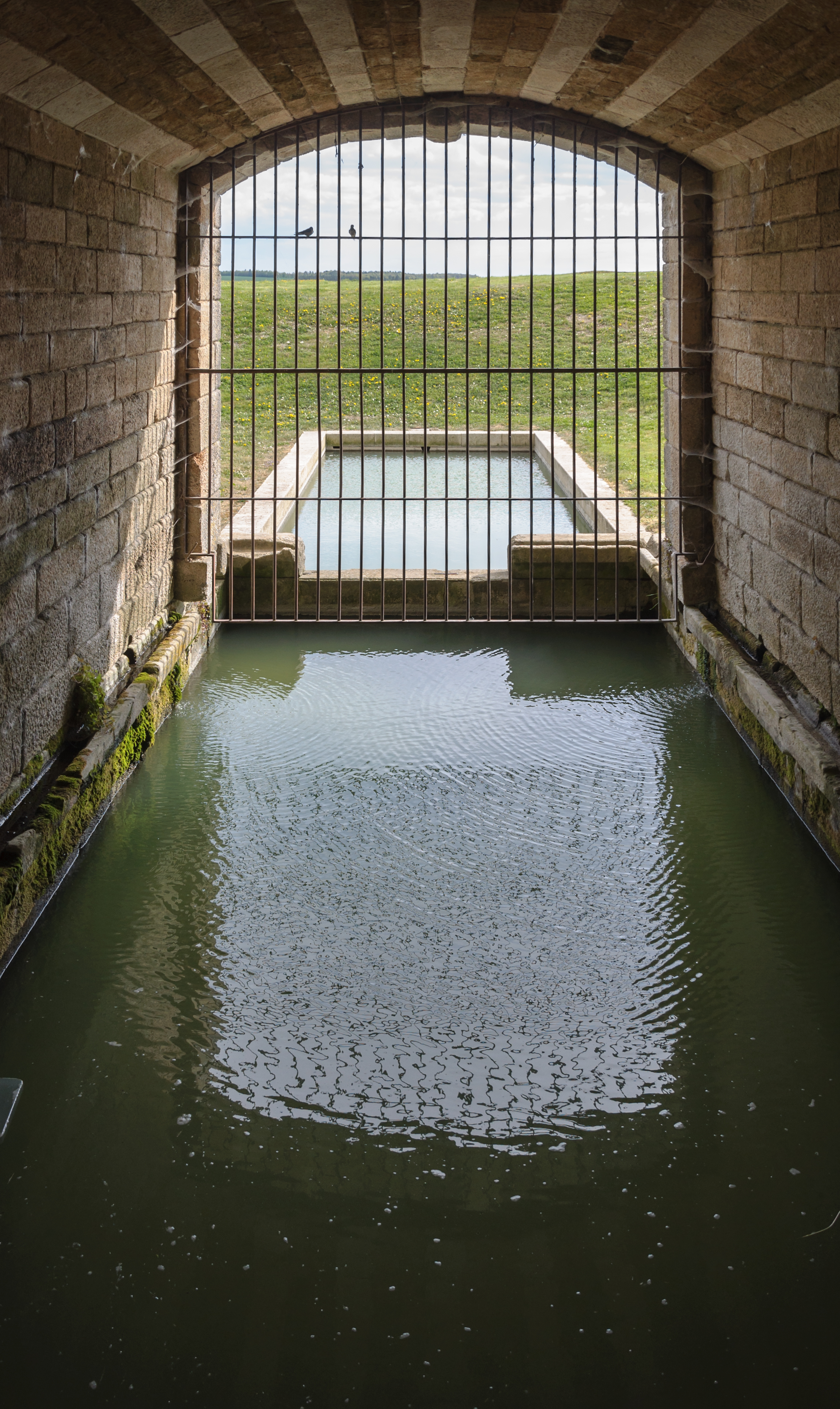
Das renovierte Nymphäum

Die Ebenen 1 und 2 des Gebäudes bilden den Sockel des Gebäudes. Dieser Sockel ist in der Fassade an seinen sauber gearbeiteten Steinquadern erkennbar.
Auf Ebene 1 befinden sich drei Quellen in den Fundamenten der Außenmauern. Die Quellen unter dem Nordwestturm und östlich vom Portalturm sind im Innern sichtbar. Die dritte Quelle befindet sich in der Nähe des Südostturms, konnte aber bis jetzt nicht genau lokalisiert werden. Die Quelle neben dem Portalturm speist die Brunnenschale, um die sich die Wendeltreppe nach oben dreht. Die beiden anderen Quellen speisen das Nymphäum. Das überschüssige Wasser der Brunnenschale fließt ebenfalls in das Nymphäum.

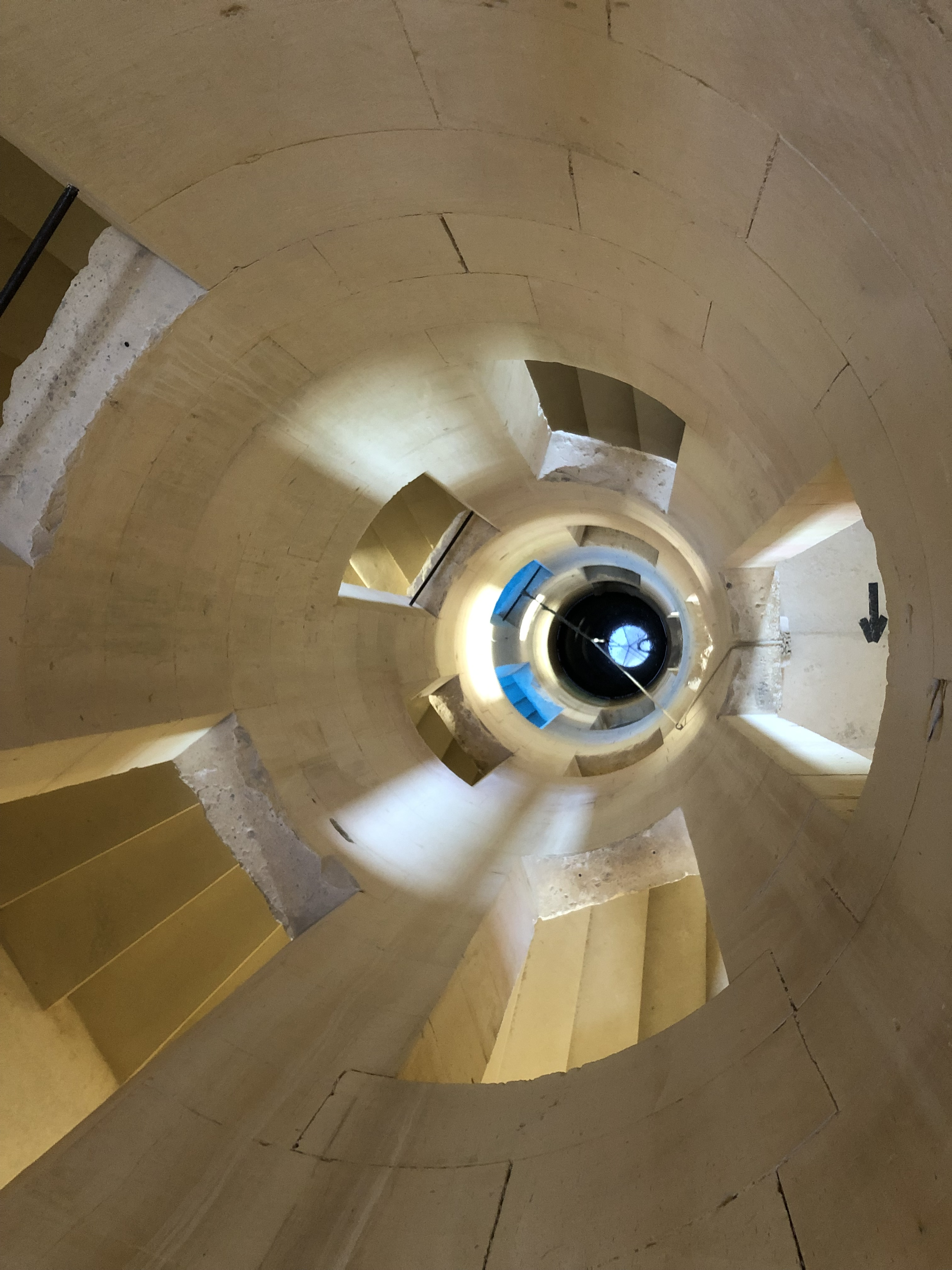
Wendeltreppe und Brunnenschale

Das Nymphäum wurde seinerzeit fertiggestellt, die übrigen Räume von Ebene 1 sind hingegen nie ausgebaut wurden. Jan Pieper schlägt vor, dass die ganze Ebene 1 als Grottengeschoss gedacht war, mit dem Nymphäum als zentralem Element.
Auf Ebene 2 befindet sich ein Zwischengeschoss, mit drei Räumen auf der Südseite, von denen zwei beheizbar waren. Der mittlere Raum war nach außen offen. Auf der Nordseite befindet sich auf Ebene 2 ein Raum, in dem die Technik für die Zugbrücke untergebracht war. Die Südseite der Ebene 2 wird über geradläufige Treppen von Ebene 1 aus erschlossen. In den Technikraum gelangt man über eine Tür an der Wendeltreppe zwischen Ebene 1 und 3.
Im traditionellen Schlossbau der Zeit wären die Küchen im Sockel zu finden. Das ist beim Château de Maulnes nicht der Fall - die Küchen waren hier in den Communs untergebracht.

#### Ebene 3: Bäder

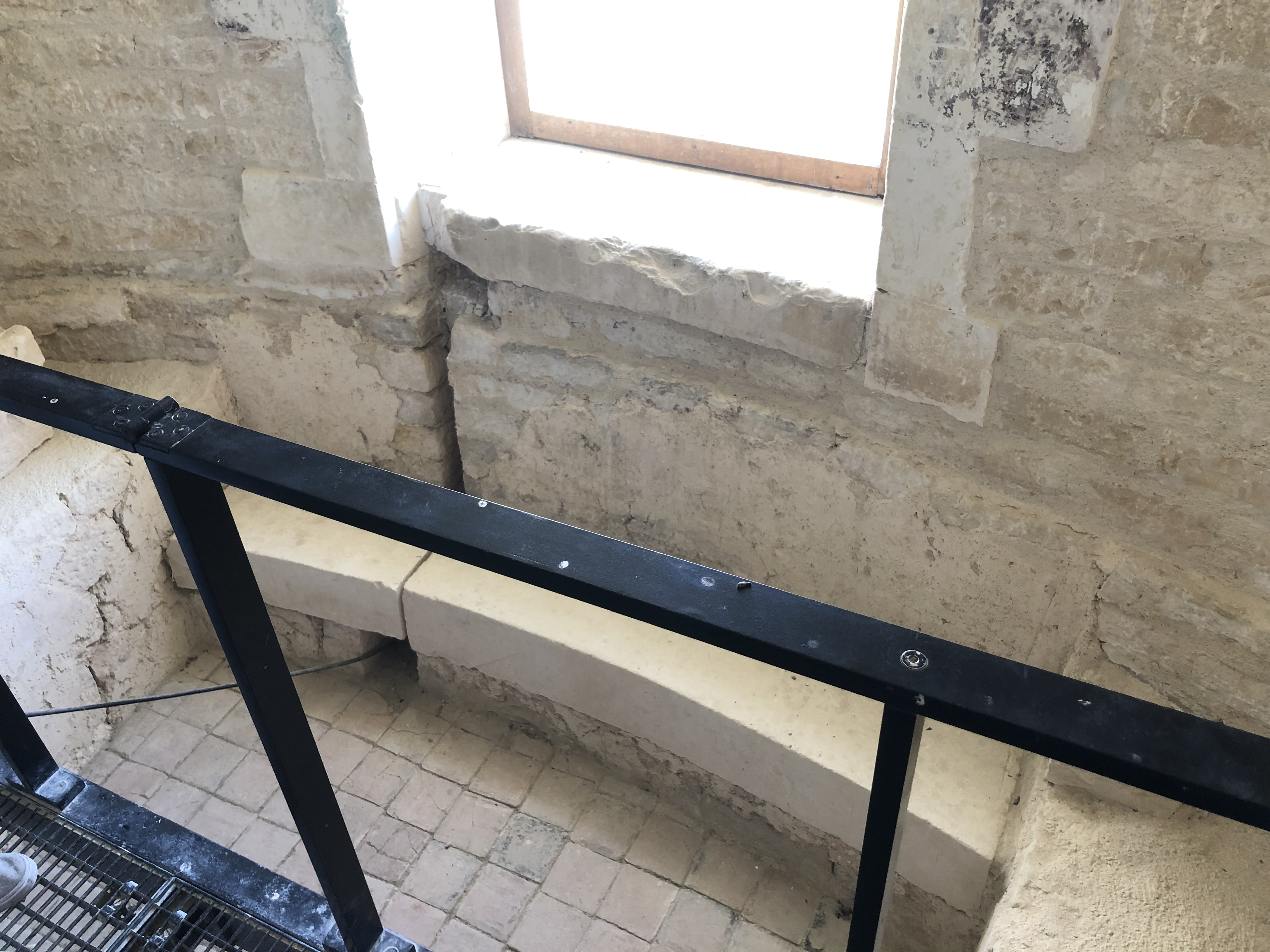
Wasserbecken auf Ebene 3 mit Abfluss

Wenn man das Corps de Logis durch den Portalturm betritt, befindet man sich in einem Vestibül, von dem aus man in das zentrale Treppenhaus gelangt. Zusätzlich werden vom Vestibül aus auch die Räume der Ebene 3 erschlossen. An der Ostseite konnte das bereits von Du Cerceau beschriebene Bad aufgedeckt werden. Es besteht aus einem Schwitzraum, der durch einen Unterbodenofen beheizt wurde, und einem sich daran anschließenden Raum mit einem dreieckigen Wasserbecken. Jan Pieper schlägt vor, dass die Räume der Ebene 3 einen Badekreis mit mehreren Stationen darstellen, die im Uhrzeigersinn durchlaufen wurden, analog zu Serlios Beschreibung des Badepavillons in Fontainebleau. Monique Chatenet besteht hingegen darauf, dass es, von Schwitzraum und Wasserbecken abgesehen, keine bauseitigen Evidenzen für die Interpretation der Ebene 3 als eine von der Antike inspirierte Thermenanlage gibt.
Die Ebene 3 kann über eine Treppe im Nordostturm direkt aus dem Appartement des Hausherrn erreicht werden. An dieser Treppe befindet sich auch eine der beiden nachgewiesenen Latrinen des Schlosses, die von außerhalb des Corps de Logis entleert werden konnten, wodurch Gerüche innerhalb des Gebäudes vermieden wurden. Auf den höheren Ebenen wurden aus dem gleichen Grund Nachtstühle verwendet.

#### Ebene 4: Piano Nobile
Auf Ebene 4 befindet sich die Grande Salle des Schlosses, deren Decke 2021 rekonstruiert wurde. Im Nordwesten des Geschosses liegen die Appartements der Hausherrin, im Nordosten die des Hausherrn. Du Cerceau beschreibt im Detail den Deckenplan von Grand Salle und Appartements. Die Deckenbalken in den Chambres verliefen diagonal und bildeten im Zentrum ein Rechteck. Fabrice Henrion schlägt dabei eine komplexe Konstruktion mit sich kreuzenden Balken vor.

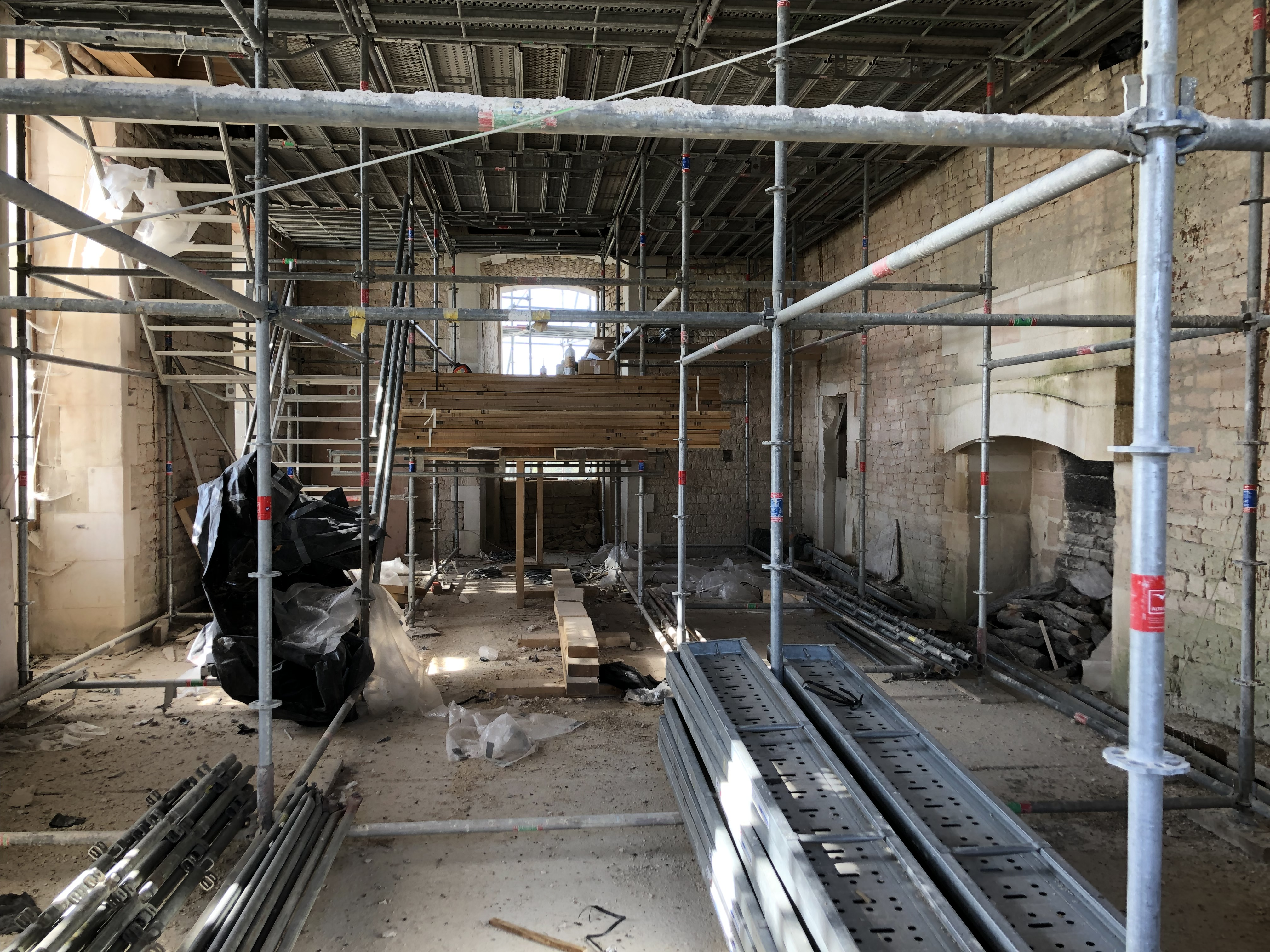
Arbeiten an der neuen Decke der Grande Salle im Jahr 2021

Auf Ebene 4 befindet sich auch der Zugang zu dem nicht mehr erhaltenen Balkon am Portalturm über dem Schlosseingang.

#### Ebene 5: Wohngeschoss
Die Chambres im Piano Nobile sind als Paradezimmer zu sehen. Die eigentlichen Wohnräume der Bauherren befanden sich auf der Ebene 5, die einen der Ebene 4 ähnlichen Raumplan aufweist. Die Treppe im Nordostturm verbindet die Ebenen 3, 4 und 5, so dass man davon ausgehen kann, dass die damit erschlossenen Räumlichkeiten zum Wohnbereich der Hausherren gehörten.
Der Raum über der Grand Salle auf Ebene 4 hat zwei Kamine und konnte daher besser beheizt werden als die Grande Salle mit ihrem zentralen Kamin. Womöglich war dieser Raum als privates Esszimmer gedacht.
In dem Raum am Portalturm vermutet Jan Pieper das Oratorium der Hausherrn.

#### Ebene 6: Dachlandschaft
Unter den Dächern befinden sich zwei beheizbare Appartements und ein weiterer großer Raum mit dem Grundriss der Grande Salle. Von Ebene 6 aus kann über eine Treppe die Dachterrasse erreicht werden. Die Dachterrasse ist der obere Abschluss des Treppenhauses und hat daher den gleichen fünfeckigen Grundriss. In den Ecken befinden sich fünf massive Schornsteine, in die die Kaminzüge der darunterliegenden Stockwerke münden. Auf den Schornsteinen waren Obelisken vorgesehen, es ist jedoch nicht klar ob diese Konstruktion auch tatsächlich ausgeführt worden ist. 
Ob sich auf der Dachterrasse ursprünglich eine Laterne befand, die zur Beleuchtung des Treppenhauses und zum Schutz vor Niederschlägen dient – so wie es der Plan von Durcerceau zeigt – ist nicht bekannt. Der Stich von Israël Silvestre aus der Mitte des 17. Jahrhunderts zeigt ein Pyramidaldach mit aufgesetzter Laterne. Während der Restaurierungsarbeiten wurde an dieser Stelle eine gläserne Pyramide installiert.
Die Dachterrasse entwässert sich in den Brunnenschacht. Das abfließende Regenwasser fällt daher durch das Treppenhaus in die Brunnenschale auf Ebene 1.

### Der Garten

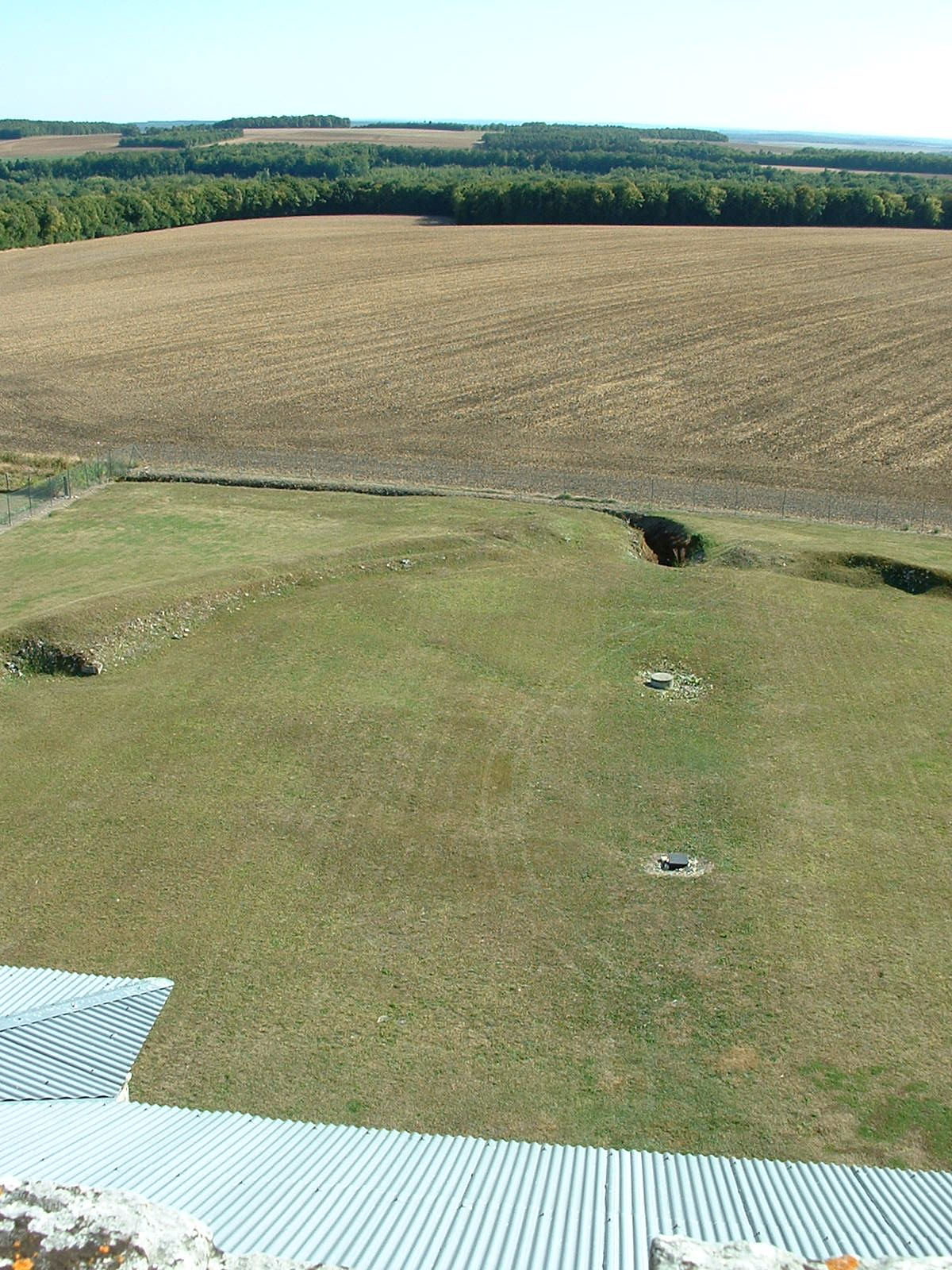
Reste des versunkenen Gartens von der Dachterrasse aus gesehen. Zu erkennen ist ein Teil der Exedra

Nach einem Plan des französischen Architekten Du Cerceau war am Schloss ein versunkener Garten von 5000 m² mit acht Parterres bordés und einem Nymphäum geplant. Nach Wunsch der Auftraggeber sollte der Garten nur einen einzigen Zugang über das Treppenhaus haben. Grosse Teile des Gartens wurden realisiert, aber es gab wohl fortwährend Probleme mit der Entwässerung, wie man auf dem Stich von Israël Silvestre erkennen kann.

### Nebengebäude
Die Nebengebäude wurden von 1570 bis 1572 errichtet. Sie bildeten ein halbkreisförmiges Ensemble, das die Cour d’Honneur umgibt.
Zum Zeitpunkt, als das Schloss unter Denkmalschutz gestellt wurde, waren sie fast vollständig zerfallen. Im Lauf der jüngsten Restaurierungsmaßnahmen wurde der westliche Teil der Communs nach den alten Plänen rekonstruiert. Von der Galerie, die ursprünglich das Schloss mit den Nebengebäuden verband, sind keine sichtbaren Spuren mehr vorhanden. In den Communs befanden sich Küchen, Bäckerei, Vorrats- und Wohnräume.

## Architektur
Die Architektur des Schlosses beruht auf dem Konzept eines Palazzo in Fortezza, wie er im sechsten Buch der Sette Libri d’Architettura von Sebastiano Serlio als Casa del Principe Tiranno beschrieben ist. Serlio ist der Architekt des benachbarten Château d’Ancy-le-Franc, das von Antoine de Clermont, dem Bruder von Louise de Clermont, erbaut wurde. Serlio war, als er noch Italien lebte, ein Mitarbeiter von Baldassare Peruzzi, einem der Architekten der pentagonförmigen Festung in Caprarolo, auf deren Basis ab 1559 der päpstliche Palazzo Farnese erbaut wurde. Der Palazzo Farnese, auch Villa Caprarola genannt, ist deutlich größer als das Château de Maulnes, steht ihm jedoch von allen zeitgenössischen Bauwerken am nächsten. Peruzzi vermachte Serlio seine Zeichnungen, und es kann angenommen werden, dass die Grundidee für den Plan des Château de Maulnes auf Serlio und Peruzzi zurückgeht, und über das Umfeld von Louise de Clermont zu dem Bauherrenpaar kam.

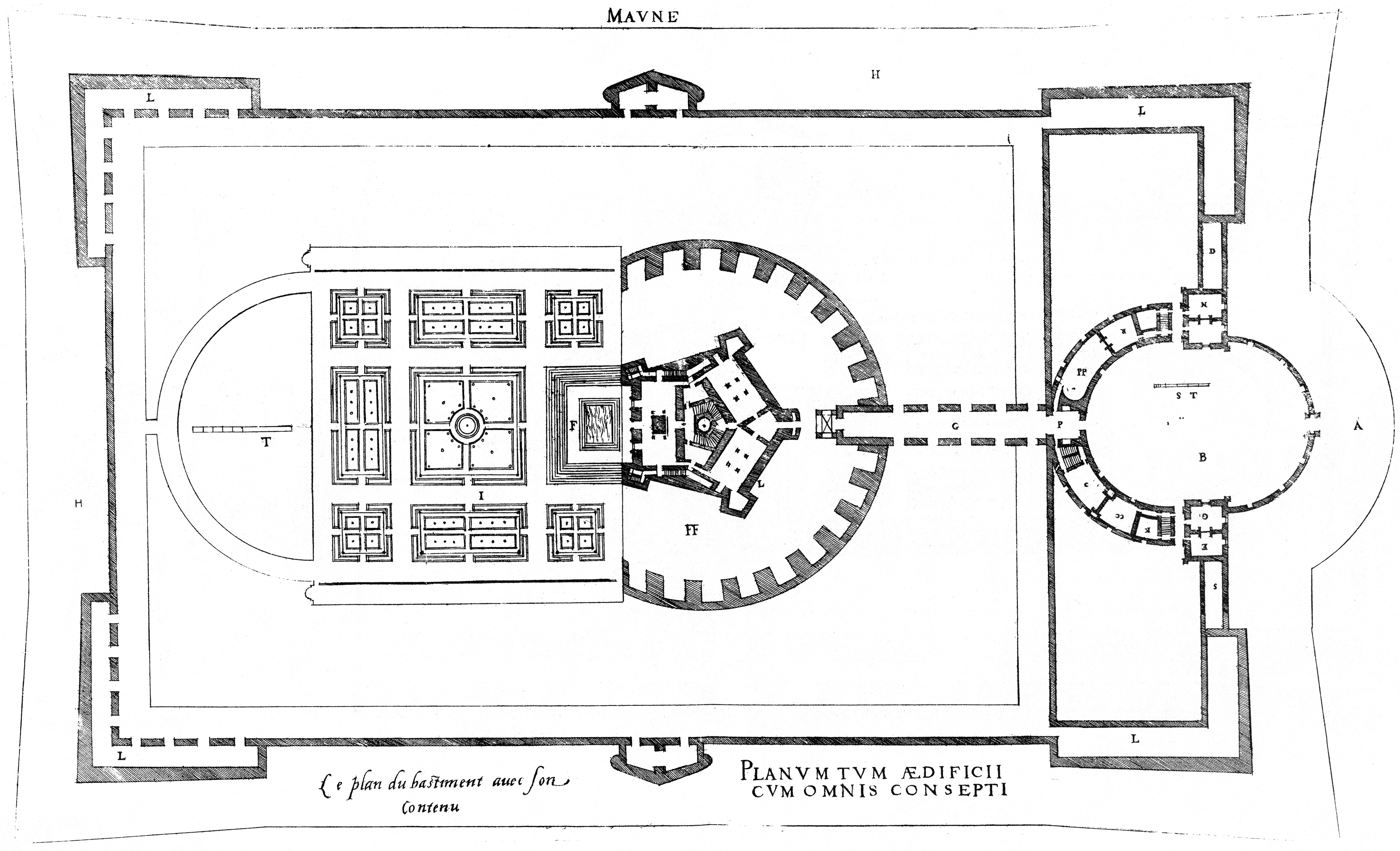
Grundriss des Château de Maulnes - Jacques I Androuet du Cerceau

Auch wenn das Château de Maulnes in Frankreich einzigartig ist, ist es doch von der zeitgenössischen französischen Architektur geprägt. So kannte der Architekt des Schlosses sicherlich das zentrale doppelläufige Treppenhaus in Chambord, das eine ähnliche Funktion in der Erschließung des Gebäudes hat. Das Pentagon war im Festungsbau wohlbekannt. Eine Galerie mit Ähnlichkeiten zu der in Maulnes befindet sich in der Schlossanlage von Fère-en-Tardenois. Eine Grotte vergleichbar zu der des Nymphäums in Maulnes ist die Grotte des Pins in Fontainebleau.
Das Château de Maulnes ist dem Manierismus zuzurechnen. Manieristische Elemente sind die Unterordnung des Baus unter eine geometrische Figur, die theatralische Inszenierung der Architektur über Vorhof, Galerie und Corps de Logis, und die vertikale Überdehnung des Corps de Logis über die zentrale Wendeltreppe, die Obelisken auf den Schornsteinen und die Laterne.

### Der Architekt
Sebastiano Serlio verstarb um 1554 und kommt daher als Architekt das Château de Maulnes nicht in Frage. Seine Casa del Principe Tiranno war zwar mit großer Wahrscheinlichkeit die Inspiration für das Château de Maulnes, aber es handelte sich dabei um einen Entwurf und nicht um einen Plan für einen spezifischen Auftrag.
Jan Pieper zeigt auf, dass das fünfeckige Corps de Logis in der ersten erhaltenen Zeichnung Du Cerceaus für das spätere Château de Maulnes exakt die halbe Seitenlänge des Pentagons der Casa del Prinipe Tiranno hat. Es kann also sein, dass Serlio eine verkleinerte Version seines Zentralbaus angefertigt hat, die später in die Hände Du Cerceaus gelangt ist. Du Cerceau hat dann das Corps de Logis um Galerie, Communs und Garten erweitert und in eine Scheinfestung eingebettet. Auf alle Fälle hat er dem Schloss in den Les Plus Excellents Bastiments de France einen besonderen Platz zugewiesen, nämlich als das 15. und letzte in Band I beschriebene Schloss. Da die realisierte Schlossanlage verglichen mit den Zeichnungen Du Cerceaus nochmals verkleinert wurde, und auch sonst Änderungen erfahren hat, muss angenommen werden, dass ein weiterer Architekt die finalen Pläne erstellt hat. Jan Pieper schlägt vor, dass Philibert de l’Orme dieser eigentliche Architekt des Château de Maulnes ist. Er folgt hierin Jean-Marie Pérouse de Montclos, der diese These aufgrund der Übereinstimmung des Dekors von Maulnes mit der Formensprache von De l’Orme schon früher aufgebracht hatte. De l’Orme war bereits als Architekt für Antoine de Crussol in dessen Schloss in Uzès tätig. Antoine de Crussol war sicher auch über seinen Schwager in Ancy-le-Franc in Kontakt mit Du Cerceau. Die Errichtung des Schlosses konnte De l’Orme mit Sicherheit nicht begleiten, da er schon vor Beginn der Bauarbeiten von Caterina de’ Medici für die Planung der Tuilerien verpflichtet worden war. Als möglichen Bauleiter bringt Jan Pieper Jean Chéreau ins Spiel, der zur gleichen Zeit in Joigny, nicht weit von Maulnes, eine Kirche baute. Das Bauherrenpaar verbrachte selbst mehrere Monate in Maulnes und konnte so direkt Einfluss auf die Arbeiten nehmen.
Monique Chatenet und Fabrice Henrion sehen ebenfalls Serlio und Perruzzi als Ideengeber, wollen sich aber nicht auf einen Namen für den eigentlichen Architekten festlegen. Seit der Entdeckung des Manuskripts von Serlios sechstem Buch 1924 in München wurden bereits mehrere Hypothesen über den Architekten von Maulnes publiziert, und von der weiteren Forschung jeweils wieder verworfen. Der Name De l’Orme scheint plausibel, wenn man sich vor Augen hält, dass das Château de Maulnes von einem Meister seines Faches gezeichnet worden sein muss, der sicher auch anderweitig hervorgetreten ist. Letztlich ist aber auch De l’Orme eine Hypothese, bis konkrete Beweise für seine Rolle gefunden werden.

## Zitate
„Maulnes erweist sich als ein einzigartiges Beispiel der Mischung italienischer Architekturkonzepte und französischer Baukunst, ein einzigartiges Beispiel des kulturellen Raffinements und der Kultur der Angehörigen der Seigneuriage am Hof der Valois in den Zeiten der Religionskriege.“

„Maulnes ist in seiner Reduktion und Schmucklosigkeit in hohem Grade künstlich, ausgedacht, bis ins Detail grüblerisch konstruiert. Die Schmucklosigkeit will nicht Vereinfachung bedeuten, sondern Verdichtung, die Reduktion der Form auf die Elementargeometrie ist das Ergebnis eines systematisch arbeitenden Kopfes, der alle geometrischen Fälle durchdekliniert.“

## Mythen
Das Nymphäum des Château de Maulnes wird mit der im Mittelalter verbreiteten Sage der Melusine in Verbindung gebracht. Die unglückliche Fee Melusine soll sich im Brunnen des Schlosses ertränkt haben, seitdem wiederkehren und den Bewohnern der Gegend nachstellen.
Verschiedentlich wird vermutet, dass es einen Zusammenhang zwischen dem Château de Maulnes und dem Hauptsitz des Verteidigungsministerium der Vereinigten Staaten (Pentagon) in den USA gibt. Tatsächlich waren während des Ersten Weltkriegs amerikanische Truppen in der Nähe in Pimelles stationiert. Diese Truppen wurden am 26. März 1919 von General John Pershing inspiziert. Das Pentagon des amerikanischen Verteidigungsministeriums wurde aber nicht durch Maulnes inspiriert, sondern hat seinen Ursprung in der Form des zuerst angedachten Standorts bei Arlington Farms.

## DasChâteau de Maulnesim Film
1993 war das Schloss ein Schauplatz in dem Historiendrama Die Bartholomäusnacht von Patrice Chéreau. Erwähnenswert ist, dass Antoine de Crussol am 18. August 1572 als Chevalier d’Honneur von Caterina de’ Medici an der Hochzeit von Margarete von Valois und Heinrich IV. (Frankreich) teilnahm, und in der Bartholomäusnacht vom 23. auf den 24. August seinen Bruder Galliot de Crussol verlor.